# Толче (Сокульський повіт)
Толче (пол. Tołcze) — село в Польщі, у гміні Кузьниця Сокульського повіту Підляського воєводства.
Населення — 40 осіб (2011).
У 1975—1998 роках село належало до Білостоцького воєводства.

## Демографія
Демографічна структура станом на 31 березня 2011 року:
|          | Загалом | Допрацездатний вік | Працездатний вік | Постпрацездатний вік |
| -------- | ------- | ------------------ | ---------------- | -------------------- |
| Чоловіки | 20      | 4                  | 11               | 5                    |
| Жінки    | 20      | 4                  | 7                | 9                    |
| Разом    | 40      | 8                  | 18               | 14                   |